# 三星Galaxy J4 (2018)
三星Galaxy J4是由韩国三星電子製造的一款Android智慧型手機，於2018年5月發表，6月上市。 三星Galaxy J4 運行基於Android 8.0 Oreo的Samsung Experience介面。搭載了三星Exynos 7570 SoC，由4個ARM Cortex-A53 核心、Mali-T720 GPU、2 GB的記憶體和16 GB儲存空間組成，最大可以擴充到256GB的MicroSD記憶卡，支援4G雙卡雙待，電池為可拆卸式3000mAh，為尚未跟上全螢幕手機潮流的機種。

## 技術規格
- 後置攝像頭：1300萬畫素
- 前置攝像頭：500萬像素
- 內存：2 GB RAM
- 存儲：16 GB
- 電池：3000 mAh
- 處理器：三星Exynos 7570
- 操作系統：Android 7.0 Nougat
- 重量：175克
- 螢幕：5.5英寸 1280*720 HD Super AMOLED